# Aziatische kampioenschappen judo 1988
De Aziatische kampioenschappen judo van 1988 werden van 19 tot 22 juli 1988 gehouden in Damascus in Syrië. 

## Medailles

### Mannen
| Onderdeel          | Goud             | Goud | Zilver             | Zilver | Brons                   | Brons   |
| ------------------ | ---------------- | ---- | ------------------ | ------ | ----------------------- | ------- |
| Klasse tot 60 kg   | Tadanori Koshino | JPN  | Pak                | PRK    | Ju Xi                   | CHN TPE |
| Klasse tot 65 kg   | Park Han-Chul    | KOR  | Misaki Iteya       | JPN    | Kim Hassan              | PRK KUW |
| Klasse tot 71 kg   | Kim              | KOR  | Yukiharu Yoshitaka | JPN    | Yu Li Chang-Su          | TPE PRK |
| Klasse tot 78 kg   | Hidehiko Yoshida | JPN  | Gen                | KOR    | Hisham el-Sharaf Alhaaq | KUW SYR |
| Klasse tot 86 kg   | Teruya Ishida    | JPN  | Park Kyung-Ho      | KOR    | Liu Junlin Chiu Heng-An | CHN TPE |
| Klasse tot 95 kg   | Huh Hyeong       | KOR  | Yasuhirio Kai      | JPN    | Chen Jazaari            | TPE SYR |
| Klasse boven 95 kg | Shuji Murakami   | JPN  | Xu Guoqing         | CHN    | Hwang Jae-Gil Yang      | PRK KOR |
| Open klasse        | Naoya Ogawa      | JPN  | Xu Guoqing         | CHN    | Hwang Jae-Gil Alhamad   | PRK KUW |

### Vrouwen
| Onderdeel          | Goud            | Goud | Zilver          | Zilver | Brons                  | Brons   |
| ------------------ | --------------- | ---- | --------------- | ------ | ---------------------- | ------- |
| Klasse tot 48 kg   | Li Aiyue        | CHN  | Wakaba Suzuki   | JPN    | Cho Min-Sun Ding       | KOR TPE |
| Klasse tot 52 kg   | Ock Kyoung-Sook | PRK  | Hu              | CHN    | Noriko Mizoguchi Cheng | JPN TPE |
| Klasse tot 56 kg   | Kasumi Izumi    | JPN  | Ching           | TPE    | Jung Sun-Yong Shieh    | KOR TPE |
| Klasse tot 61 kg   | Hi              | KOR  | Hiroko Kitazume | JPN    | Zhang Di Wu Mei-Ling   | CHN TPE |
| Klasse tot 66 kg   | Qin             | CHN  | Park Ji-Young   | KOR    | Yung Prit              | TPE IND |
| Klasse tot 72 kg   | Yoon            | KOR  | Akiko Sato      | JPN    | Ayassi Guo             | SYR TPE |
| Klasse boven 72 kg | Gao Fenglian    | CHN  | Yeh Wen-Hua     | TPE    | Moon Ji-Yoon Mehta     | KOR IND |
| Open klasse        | Gao Fenglian    | CHN  | Moon Ji-Yoon    | KOR    | Yoko Sakaue Mehta      | JPN IND |

## Medaillespiegel
| Plaats | Land           | Goud | Zilver | Brons | Totaal |
| 1      | Japan          | 6    | 6      | 2     | 14     |
| 2      | Zuid-Korea     | 5    | 4      | 4     | 13     |
| 3      | China          | 4    | 3      | 3     | 10     |
| 4      | Noord-Korea    | 1    | 1      | 4     | 6      |
| 5      | Chinees Taipei | 0    | 2      | 10    | 12     |
| 6      | Koeweit        | 0    | 0      | 3     | 3      |
| 6      | India          | 0    | 0      | 3     | 3      |
| 6      | Syrië          | 0    | 0      | 3     | 3      |
| Totaal | Totaal         | 16   | 16     | 32    | 64     |